# 스킨 (2018년 장편 영화)
《스킨》(영어: Skin)은 2018년에 토론토 국제 영화제에서 상영한  미국의 드라마 영화이다.

## 출연진
주연
- 제이미 벨 - 브라이언 역
- 다니엘 맥도널드 - 줄리 역

조연
- 다니엘 헨셜 - 슬레이어 역
- 빌 캠프 - 프레드 역
- 루이자 크로즈 - 에이프릴 역
- 조 마가렛 콜레티 - 데지레 역
- 카일리 로저스 - 시에라 역
- 마이크 콜터 - 대릴 역
- 베라 파미가 - 샤린 역
- 메리 스튜어트 매스터슨 - 재키 역
- 러셀 포스너 - 개빈 역

## 기타
- 수입사 :  (주)비디오가게

## 수상정보
- 2018년 제43회 토론토국제영화제 수상 FIPRESCI-특별한발표(기 나티브)
- 2019년 제49회 지포니 영화제 후보 제너레이터+18
- 2019년 제45회 도빌 아메리칸 영화제 후보 경쟁 부문
- 2019년 제21회 리우 데 자네이루 영화제 후보 파노라마
- 2019년 제66회 시드니 영화제 초청 스페셜 프레젠테이션
- 2019년 제68회 맬버른 국제 영화제 초청 국제영화
- 2019년 제73회 에든버러국제영화제 후보 아메리칸 드림즈
- 2019년 제69회 베를린국제영화제 후보 파노라마 부문
- 2019년 제20회 전주국제영화제 초청 폐막작
- 2019년 제18회 트라이베카영화제 초청 스포트라이트 장편